# کلاوس آمپلر
کلاوس آمپلر (آلمانی: Klaus Ampler; ۱۵ نوامبر ۱۹۴۰ – ۶ مهٔ ۲۰۱۶) دوچرخه‌سوار اهل آلمان بود. وی در بازی‌های المپیک تابستانی ۱۹۶۸ شرکت کرده است.